# 原寿雄
原 寿雄（はら としお、1925年3月15日 - 2017年11月30日）は、日本のジャーナリスト。小和田次郎のペンネームでコラム集を著した。

## 経歴
神奈川県平塚市生まれ。平塚農業学校、海軍経理学校、旧制一高を経て、1950年、東京大学法学部卒業。社団法人共同通信社に入社。新聞労連副委員長、社会部記者、バンコク支局長、外信部長を経て1977年に編集局長、1985年に専務理事・編集主幹に就任。1986年から1992年まで社団法人共同通信社の傘下にある事業部門、株式会社共同通信社の社長を務めた。
2007年、松田浩・桂敬一・野中章弘が世話人を務める「原さん、永井さんをNHK会長候補に推薦する会」より、「日本における言論・報道界のご意見番的存在で、卓越した見識と知性を兼ね備えたジャーナリスト・文化人」と橋本元一の後任のNHK会長の推薦を受けた。
2017年11月30日午後6時5分、胸部大動脈瘤破裂のため神奈川県藤沢市の病院で死去した。92歳没。
「九条の会」傘下の「マスコミ九条の会」呼びかけ人を務めていた。

## 略歴
- 神奈川県公文書公開審査会会長
- 1994年より 日本民間放送連盟放送番組調査会委員長
- 2000年より放送倫理・番組向上機構「放送と青少年に関する委員会」委員長
- 2001年より朝日新聞報道と人権委員会委員

## 主張
- 60年安保で日本新聞労働組合連合（新聞労連）が反米親ソの立場から安保改定反対運動を展開した時には専従の副委員長で、最初から安保改定に賛成していた朝日新聞社の常務取締役兼論説主幹笠信太郎と朝日新聞を、「積極的に安保条約を肯定する姿勢をみせたのである」、「『朝日新聞』の態度は、安保改定に基本的には賛成であった」、「既成事実への屈服を追認した」、「政府のチョウチンもちの記事を書いていたのである」と激しく攻撃した。当時、東京都中央区京橋の田口ビル4階にあった新聞労連事務所には、KGBのコントロール下にあった国際ジャーナリスト機構への代表派遣をきっかけに結成された日本ジャーナリスト会議（JCJ）の事務所も同居していた[5][6]。
- 社会主義圏での中ソ対立では、共同通信社会部次長時代、朝日新聞社社長広岡知男に親中路線を批判する手紙を書いて、ソ連寄りの姿勢を見せた[7]。
- 原のジャーナリズムの本懐は主として新聞・放送の組織ジャーナリズムであり、その存在意義は権力監視である[8]。

2007年の衆参ねじれ国会の中起きた大連立構想の動きに対し、渡邉恒雄を
- 「現役の新聞人が政治活動を行っており、ジャーナリズムの倫理の基本にもとる」
- 「渡邉の倫理違反が日本新聞協会会長という日本のジャーナリズムを代表する経歴を持つ人物によって行われた」

と批判した。また「読売以外の新聞・放送メディアが厳しく批判しなかった」ことも批判した。
- 原の新聞ジャーナリズムは取材力、調査力、分析力、「特定の利害に左右されない道義性の高さ」のあらゆる面でインターネットよりも優れている[9]。
- インターネットの普及によって新聞の読者離れと広告離れが深刻化した。民主主義社会ではジャーナリズムが不可欠なので、再販制度や特殊指定制度は新聞事業を維持するために重要。日本でも欧米同様に社会文化政策として新聞ジャーナリズムの公的支援を行うべき。

欧米の政策を参考にした税制上の優遇や、ジャーナリズムの社会的な重要性を学ぶためのカリキュラムの強化、15歳への新聞の1年間無料配布など、年たったの500億円で足りる。

## 著書

### 単著
- 『デスク日記　マスコミと歴史』みすず書房、1965年 - 小和田次郎名義
- 『デスク日記　続』みすず書房、1966年 同上
- 『デスク日記　第3』みすず書房、1967年 同上
- 『デスク日記　第4』みすず書房、1968年 同上
- 『デスク日記　第5』みすず書房、1969年 同上
- 『ジャーナリストへの条件』蝸牛社、1978年 - 小和田次郎名義
- 『新聞記者―私の仕事』東洋経済新報社、1979年、ASIN B000J8DVMM
- 『新聞記者の処世術』晩聲社、1987年、ISBN 4891881674
- 『新しいジャーナリストたちへ』晩聲社、1992年、ISBN 4891882220
- 『歪んだ鏡―日本の新聞とテレビ』アドバンテージサーバー、1994年、ISBN 4930826144
- 『ジャーナリズムは変わる―新聞・テレビ 市民革命の展望』晩聲社、1994年、ISBN 4891882395
- 『ジャーナリズムの思想』岩波新書、1997年、ISBN 4004304946
- 『ジャーナリズムの世界に生きて』かわさき市民アカデミー出版部(ブックレット)、2001年、ISBN 4916092392
- 『ジャーナリズムの可能性』岩波新書、2009年、ISBN 4004311705
- 『ジャーナリズムに生きて　ジグザグの自分史85年』岩波書店〈岩波現代文庫〉、2011年、ISBN 4006032129
- 小和田次郎『原寿雄自撰 デスク日記 1963～68』弓立社〈ジャーナリズム叢書〉、2013年、ISBN 4896679997
- 『安倍政権とジャーナリズムの覚悟』岩波ブックレット、2015年、ISBN 400270923X

### 共著
- 『総括安保報道―戦後史の流れの中で』現代ジャーナリズム出版会、1970年（小和田次郎名義、大沢真一郎共著）
- 『本と新聞―再販制度を考える』安江良介ほか共著、岩波ブックレット、1995年、ISBN 4000033247
- 『市民社会とメディア』リベルタ出版、2000年、ISBN 4947637633 - 編者代表
- 『メディアの内と外　ジャーナリストと市民の壁を超えて』筑紫哲也・大谷昭宏と共著、岩波ブックレット、2001年、ISBN 4000092499
- 『報道の自由と人権救済 〈メディアと市民・評議会〉をめざして』田島泰彦共編、明石書店、2001年、ISBN 4750314455
- 『メディア規制とテロ・戦争報道　問われる言論の自由とジャーナリズム』桂敬一・田島泰彦と共著、明石書店、2001年、ISBN 4750315117
- 『斎藤茂男―ジャーナリズムの可能性』内橋克人・筑紫哲也共編、共同通信社、2001年、ISBN 4764104849
- 『グローバル社会とメディア』ミネルヴァ書房、2003年、ISBN 4623036189